# Tucholski Park Krajobrazowy
Tucholski Park Krajobrazowy (kaszub. Tëchòlsczi Park Krajòbrazny) – powierzchnia tego utworzonego w 1985 r. parku wynosi 36 983 ha, oś hydrograficzną parku stanowi rzeka Brda z licznymi przełomami i meandrami, na otaczającym ją sandrze tzw. sandrze Brdy dominują bory sosnowe. Od roku 2010 znajduje się w strefie buforowej Rezerwatu Biosfery Bory Tucholskie.
obszar parku w województwie kujawsko-pomorskim 256,60 km²; otulina parku 120,59 km²
obszar parku w województwie pomorskim 113,23 km²; otulina parku 38,87 km²

## Rezerwaty przyrody w Tucholskim Parku Krajobrazowym

### Na obszarze województwa pomorskiego
- Cisy nad Czerską Strugą
- Ustronie

### Na obszarze województwa kujawsko-pomorskiego
- Bagna nad Stążką
- Bagno Grzybna
- Dolina Rzeki Brdy
- Jeziorka Kozie
- Jezioro Zdręczno
- Źródła Rzeki Stążki